# United States Park Police

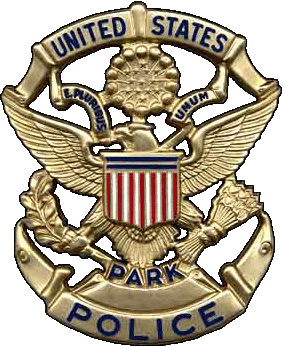
Insígnia de la Policia de Parcs dels Estats Units.

El United States Park Police (USPP, o Policia de Parcs dels Estats Units) és la més antiga agència federal de policia uniformada dels Estats Units. Funciona com tota agència federal de policia amb responsabilitats i una jurisdicció sobre les àrees gestionades pel National Park Service principalment a Washington, DC, San Francisco i Nova York i alguns altres territoris federals. A més de les accions normals de prevenció, investigació i detenció criminals d'una força urbana de policia, la «Park Police» és responsable de la policia d'un gran nombre de monuments cèlebres als Estats Units i comparteix aquest poder de policia sobre tots els territoris administrats pel National Park Service amb els «Rangers» (Guardaboscos) dels parcs nacionals.
L'agència també proporciona protecció al President dels Estats Units (amb la protecció de la Casa Blanca conjunta amb el Servei Secret, la Casa Blanca trobant-se al Parc del President, un parc administrat pel National Park Service) i dels dignataris visitants. La Park Police és una unitat separada del National Park Service, que és una oficina del Departament de l'Interior dels Estats Units. L'arma de servei és la SIG-Sauer P228.